# 吉田氏
吉田氏（よしだし/よしだうじ）は、日本の氏族。その主な家系を下記に記す。
1. 吉田氏（古代氏族）…孝昭天皇の子孫である彦国葺命の後裔とされる、和邇氏族の皇別氏族。姓は連[1]。「きちだ」「きちた」「きった」などと読まれる。
2. 卜部吉田氏…卜部氏の流れをくむ、神祇道を家職とする堂上家（半家）。（詳細は吉田家参照）
3. 藤原北家吉田氏（Ⅰ）…藤原北家勧修寺流の公家で、初代関東申次吉田経房や、後の三房の一人吉田定房を出した。（詳細は吉田家参照）
4. 藤原北家吉田氏（Ⅱ）…藤原北家魚名流の武家で、魚名の子・藤成から秀郷、奥州藤原氏を経て続く血縁の子孫。藤原泰衡の弟・忠衡の長子・泰行が久慈市吉田に城を構え、吉田を名乗ったことが始め。後に姓を変え、現在は中野を名乗っている。（詳細は魚名流参照）
5. 土佐吉田氏…首藤山内氏の一族。土佐国に在住し、長宗我部氏の四国統一を助けた。
6. 清和源氏吉田氏…清和源氏甲斐国武田氏の一族。
7. 宇多源氏吉田氏…宇多源氏近江国佐々木氏の一族。佐々木秀義の子厳秀が始祖。
8. 桓武平氏吉田氏…桓武平氏大掾氏の一族。（詳細は常陸吉田氏参照）
9. 武藤吉田氏…太宰少弐を世襲した武藤少弐氏の一族。

## 土佐吉田氏
藤原秀郷流を称した山内首藤氏の一族である。山内首藤俊宗が足利尊氏に従い、功あって土佐国に領地を得たことが始まりである。山内首藤俊宗の弟・俊氏は後に山内氏を名乗り、尾張国に住むようになる。この山内氏が、後に土佐の大名になる山内一豊の先祖である。
土佐に土着して、豪族となった後、吉田孝頼の時に長宗我部氏と姻戚となり、その重臣として活動する。一族は有能な人物が多く、長宗我部国親・元親・盛親の3代に仕えて、土佐の小豪族から四国統一の雄、そして大坂の陣の後に滅亡するまで常に主君の側にあり活躍した。長宗我部氏滅亡後、一族は離散した。
新たな土佐の主となった同族の山内氏に仕えた吉田正義、土佐で医師として活動した吉田政重、保科氏に仕えた吉田貞重、姫路で松平氏に仕えた吉田康俊らがいる。なお吉田正義の子孫に、幕末の土佐藩重鎮吉田東洋が出る。

## 宇多源氏佐々木氏系吉田氏
佐々木義清の弟で、佐々木秀義の六男にあたる厳秀が、近江国犬上郡吉田村に住して吉田氏を称した一族。佐々木義清流の嫡流塩冶氏の塩冶高貞が謀反の嫌疑を受けて自害したあと、出雲は一旦山名氏の領国となり、程なくして近江源氏の京極高氏（佐々木道誉）の領国へ還補せられたため、吉田厳秀の曾孫にあたる吉田秀長（厳覚）を目代として遣わせたため、この一流も出雲国で権勢を誇った。
子孫には、六角氏家臣で日置流（吉田流）弓術を伝えた吉田重賢とその子孫や、吉田意安を襲名した医家の一族とその一族で豪商の角倉氏などがある。和算家の吉田光由も後者の一族である。

## 武藤吉田氏
藤原秀郷流を称した武藤少弐氏の一族である。武藤資頼の弟の宗平が、在地領主の高瀬氏の所領である稲童名を受け継いでいる。稲童名は現在の行橋市稲童である。その子孫が、一三世紀後半に豊前国企救郡吉田村(北九州市小倉南区)に本拠を構えて、吉田氏を名乗った。
鎌倉末期、豊前国の守護は北条一族の糸田貞義であった。鎌倉幕府滅亡後、糸田貞義は兄規矩高政とともに、建武新政権に反旗を翻している。武藤吉田氏の惣領であった吉田頼村はこれに従って、敗れて没落した。
頼村の弟吉田頼景およびその子景村は、叛乱を鎮圧する側であったため、肥後国堅志田郷を勲功の賞として与えられた。このとき、一族の本領吉田村は没収されている。
建武三年(1336年)二月に、吉田頼景は少弐氏の本拠地である大宰府の有智山城にいて、本家の少弐一族の当主である少弐貞経とともに、菊池武敏の率いる南朝勢により攻められている。景村はこのとき、少弐貞経とともに戦死した。一族の竹熊丸が後を継いだが、竹熊丸もまた至徳年中に出陣して戦死して、ここに武藤吉田氏の家系は断絶した。

## 長州藩山鹿流兵法師範家吉田氏
本姓を藤原とし、藤原行成の末裔を称している。享保3年（1718年）に吉田友之允の代に毛利吉元により、山鹿流兵法を指導する「家業人」の一人として家格を遠近附から大組に昇格されている。明倫館が完成すると兵学師範とされ、代々兵学師範となる。幕末期の吉田松陰は思想家としても著名。

## 吉田茂一族
- 吉田茂元首相の養父・吉田健三は旧福井藩士であり、明治時代に入り貿易商となった。

```
 　　　　　　　　　　　　　
大久保利通

 　　　　　　　　　　　　　　　┃
 　　
竹内綱
　　
吉田健三
　　 
牧野伸顕
　
麻生太吉

 　　　┣━━━━┓│　　┏━━┛　　　　┃
 　
竹内明太郎
 　
吉田茂
＝
雪子
　　　　　
麻生太郎

 　　　　　　　　　　 ┣━━━━┓　　　 ┃
                   
吉田健一
　　
和子
＝
麻生太賀吉

 　　　　　　　　　　　　　　　　　┃
 　　　　　　　　　　　　　　　 
麻生太郎
```